# Srirangam

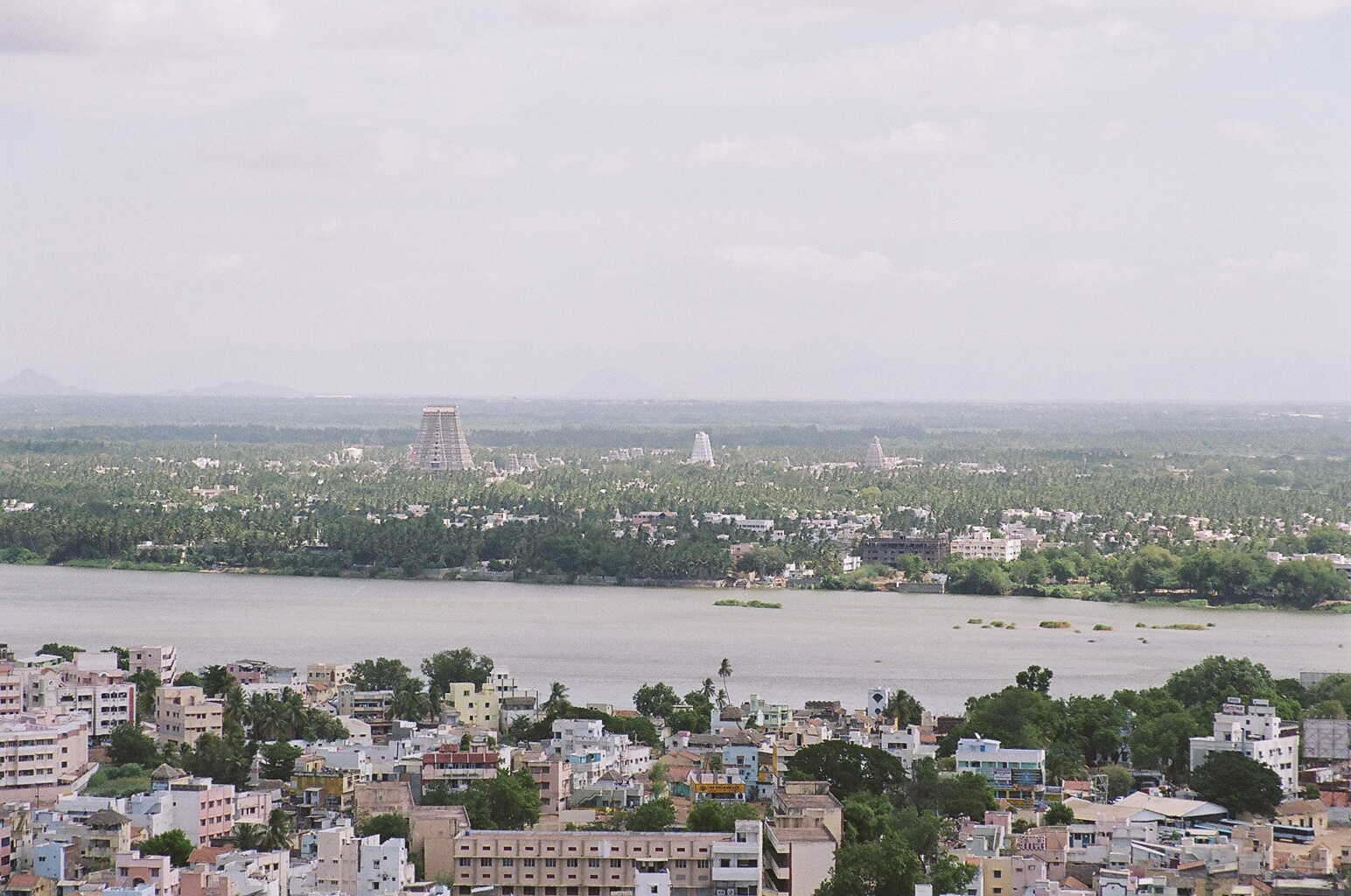
Blick vom Rock Fort in Tiruchirappalli auf den Kaveri-Fluss und die Stadt Srirangam mit dem Tempeltürmen (gopurams) des Ranganathaswamy-Tempels

Srirangam (Tamil: Tamil ஸ்ரீரங்கம் Srīraṅkam; seltener Tiruvarangam oder Thiruvarangam, Tamil: Tamil திருவரங்கம் Tiruvaraṅkam) ist eine ca. 50.000 Einwohner zählende Tempelstadt im südindischen Bundesstaat Tamil Nadu. Sie liegt auf der gleichnamigen Flussinsel zwischen dem Kaveri-Fluss und dessen nördlichem Seitenarm Kollidam. Verwaltungsmäßig gehört der Ort zur Stadt Tiruchirappalli, deren Zentrum ca. 8 km südlich auf der anderen Seite des Kaveri-Flusses liegt. Hauptsehenswürdigkeit Srirangams ist der Ranganathaswamy-Tempel, das wichtigste vishnuistische Heiligtum Tamil Nadus und eines der herausragendsten Beispiele für den in Südindien verbreiteten Dravida-Stil der hinduistischen Tempelbauarchitektur. In unmittelbarer Nachbarschaft befindet sich mit Tiruvanaikkaval ein wichtiges shivaitisches Heiligtum.

## Lage
Die ca. 70 m hoch gelegenen Stadt Srirangam liegt ca. 335 km (Fahrtstrecke) südwestlich von Chennai (Madras) im Distrikt Tiruchirappalli in Zentral-Tamil-Nadu auf einer gleichnamigen Flussinsel zwischen Tamil Nadus wichtigstem Strom Kaveri im Süden und dessen Seitenarm Kollidam im Norden. Die langgestreckte Insel ist knapp 30 km lang und an ihrer breitesten Stelle etwa 2,5 km breit. Die Verzweigung des Kaveri bei Srirangam markiert den Beginn des Kaveri-Deltas. Die Stadt Srirangam befindet sich im mittleren Teil der Insel, der Rest der Insel wird landwirtschaftlich genutzt und ist von Feldern und Palmenhainen geprägt.
Verwaltungsmäßig ist Srirangam Teil der Großstadt Tiruchirappalli, deren Stadtzentrum auf der südlichen Seite des Kaveri liegt. Vom Sri-Ranganathaswamy-Tempel in Srirangam zum Rock Fort im Zentrum der Altstadt Tiruchirappallis sind es rund 4 km, die Entfernung zum Bahnhof Tiruchirappalli Junction in der Neustadt (Cantonment) beträgt rund 9 km. Jeweils zwei Straßen- und eine Eisenbahnbrücke führen über Kaveri und Kollidam. Es bestehen zahlreiche Busverbindungen ins Zentrum Tiruchirappallis. Der National Highway 45 (Grand Southern Trunk Road), die wichtigste Nord-Süd-Trasse Tamil Nadus, führt östlich an Srirangam vorbei. Ferner verfügt Srirangam über einen eigenen Bahnhof an der Hauptstrecke von Tiruchirappalli nach Chennai.

## Bevölkerung
Der Großteil der ca. 50.000 Einwohner sind Hindus (ca. 88 %), ca. 5 % sind Moslems und knapp 7 % sind Christen. Männer- und Frauenanteil sind etwa gleich hoch.

## Ranganathaswamy-Tempel

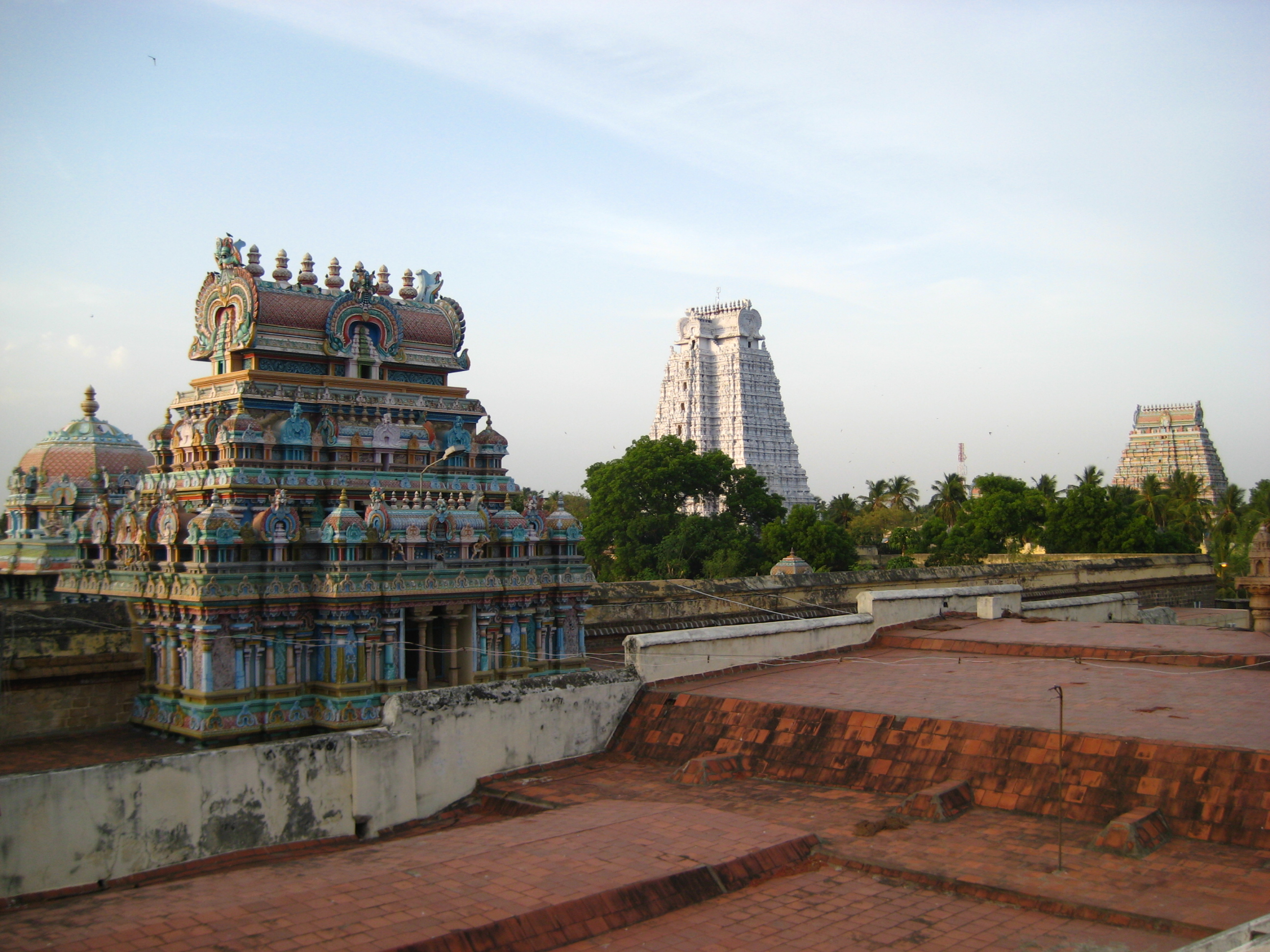
Blick über den Tempelkomplex

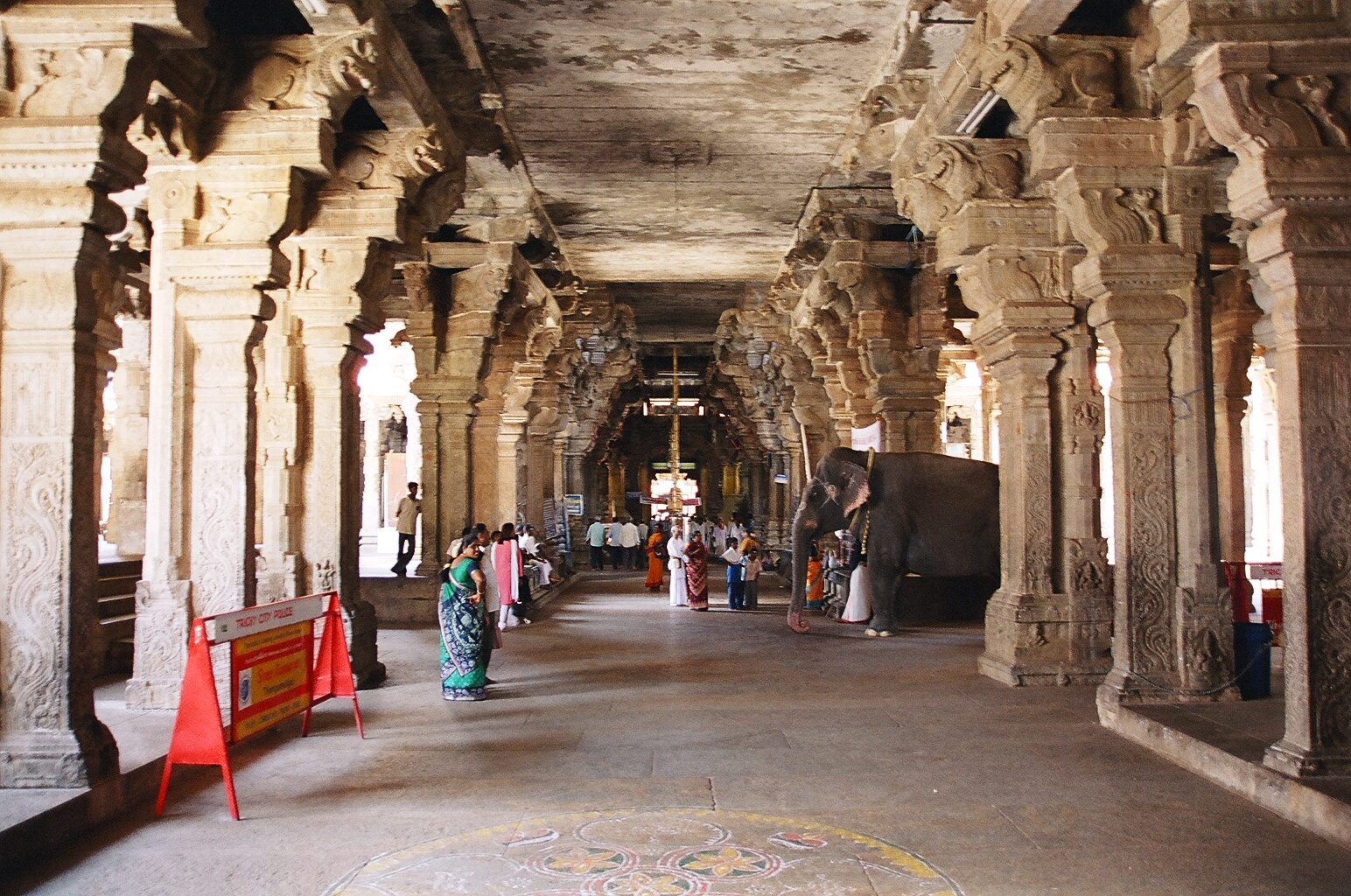
Tempelelefant in einer der Säulenhallen

Hauptsehenswürdigkeit Srirangams ist der Sri-Ranganathaswamy-Tempel, zugleich eines der herausragendsten Beispiele für den südindischen Dravida-Stil der hinduistischen Tempelbauarchitektur. Wie es für diesen Baustil kennzeichnend ist, hat der Sri-Ranganathaswamy-Tempel einen rechteckigen Grundriss und ist nach geometrischen Prinzipien aufgebaut. Der Haupttempel im Mittelpunkt des weitläufigen Komplexes wird von sieben konzentrischen Mauerringen mit 21 Gopurams (Tortürmen) umschlossen. Der gesamte Komplex umfasst eine Fläche von 960 × 825 Metern. Das eigentliche Tempelareal befindet sich im Bereich zwischen den vier innersten Mauerringen. Hier findet sich ein verwinkeltes Ensemble aus verschiedenen Schreinen, Säulenhallen und Korridoren. Die äußeren Bereiche des Tempelkomplexes bilden ein hauptsächlich von Brahmanen bewohntes Stadtviertel mit Straßen, Wohnhäusern und Geschäften. Dadurch stellt Srirangam eine „Tempelstadt“ im wahrsten Sinne des Wortes dar und kann als Idealbeispiel des Dravida-Tempelbaustils gelten.

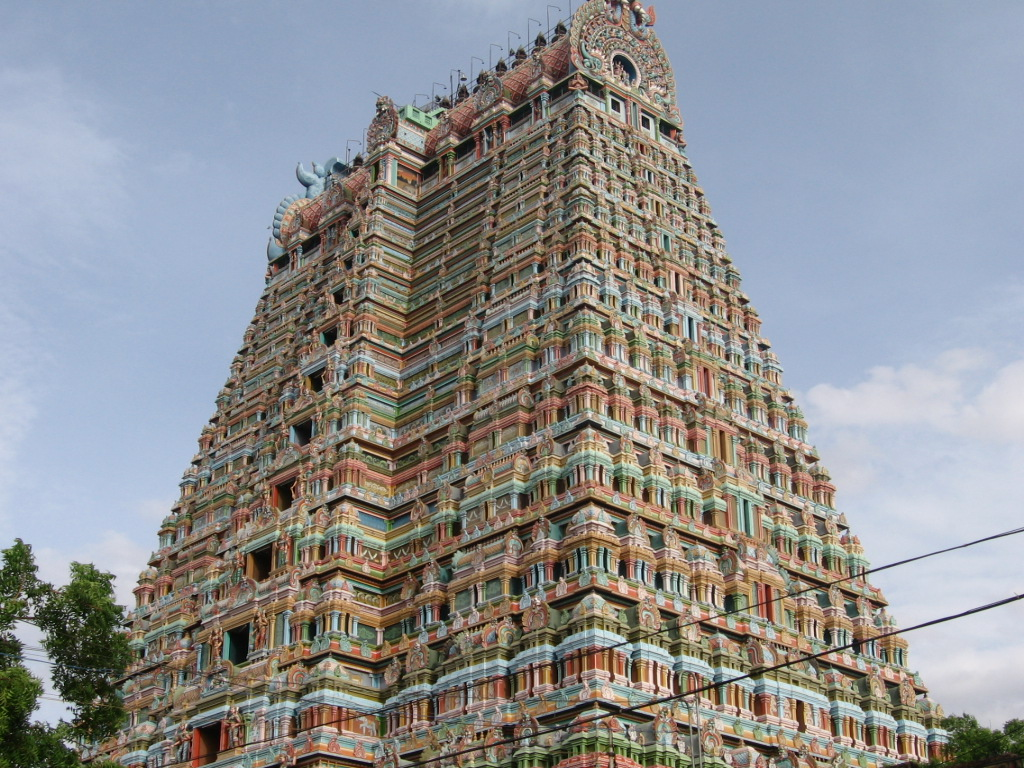
Rajagopuram des Sri-Ranganathaswamy-Tempels

Die ältesten Teile des Sri-Ranganathaswamy-Tempel stammen aus der Herrschaftszeit des Chola-Königs Parantaka I. (907–955). Unter den nachfolgenden Herrscherdynastien der Hoysala und Pandya im 13. Jahrhundert, der Vijayanagar-Könige ab dem 14. Jahrhundert und der Nayaks ab dem 16. Jahrhundert wurde der Tempel sukzessive erweitert. Der Rajagopuram (Haupt-Gopuram) am Südeingang des Tempelkomplexes, mit 72 Metern Höhe der größte und imposanteste der Tempeltürme, wurde sogar erst 1987 fertiggestellt.
Der Sri-Ranganathaswamy-Tempel ist der Gottheit Ranganatha, einer Erscheinungsform Vishnus, geweiht. Srirangam ist damit ein Zentrum des Vishnuismus im ansonsten stark shivaitisch geprägten Tamil Nadu. Der Sri-Ranganathaswamy-Tempel ist das größte Vishnu-Heiligtum in diesem Bundesstaat und gilt als der wichtigste der 108 Divya Desams (der heiligen Orte des tamilischen Vishnuismus). Daher ist die Stadt ein wichtiges Pilgerziel, das Gläubige aus verschiedenen Teilen Tamil Nadus anzieht. Außerdem ist in Srirangam traditionell die vishnuitische brahmanische Gelehrsamkeit stark präsent. Im 12. Jahrhundert wirkte der berühmte vishnuitische Philosoph Ramanuja in Srirangam. Die „südlichen Schule“ (Tenkalai), eine von zwei Unterteilungen der in Südindien verbreiteten Srivaishnava-Richtung des Vishnuismus, hat ihr Zentrum in Srirangam, während die „nördliche Schule“ in Kanchipuram beheimatet ist. Der Sri-Ranganathaswamy-Tempel von Srirangam ist einer von drei Tempeln auf Flussinseln des Kaveri, die Vishnu in seiner Form als Ranganatha geweiht sind. Die anderen beiden befinden sich in Srirangapattana und an den Shivanasamudra-Fällen am Oberlauf des Kaveri im Bundesstaat Karnataka.

## Söhne und Töchter
- Lourdu Anandam (* 1958), römisch-katholischer Bischof von Sivagangai